# آرشام (ساتراپ کیلیکیه)
آرشام (به پارسی باستان: 𐎠𐎼𐏁𐎠𐎶؛ نویسه‌گردانی: Aršāma؛ زبان یونانی باستان: Ἀρσάμης؛ نویسه‌گردانی: Arsames)، ساتراپ کیلیکیه در ۳۳۴/۳ پ.م. بود، که در این سمت جانشین مزدایه شد. او در نبرد گرانیک که در آن با سواره‌نظام خود در جناح چپ، همراه با آرسیتس ساتراپ فریگیه هلسپونت و پافلاگونیا و ممنون رودسی شرکت کرد. او توانست از آن نبرد جان سالم به در ببرد و به پایتخت کیلیکیه طرسوس بگریزد. در آنجا او در حال برنامه‌ریزی یک سیاست زمین سوخته بر اساس سیاست ممنون بود که باعث شد سربازان بومی کیلیکیایی پست‌های خود را رها کنند. او همچنین تصمیم گرفت طرسوس را با خاک یکسان کند تا به دست اسکندر نیفتد، اما با ورود سریع پارمنیون با واحدهای زرهی سبک که شهر را تصرف کردند، از انجام این کار جلوگیری شد. پس از آن، آرسامس نزد داریوش که در این زمان در سوریه بود گریخت. او در نبرد ایسوس (ترکیه امروزی) در سال ۳۳۳ پیش از میلاد کشته شد.
جانشین او بالاکروس، محافظ اسکندر مقدونی بود که ساتراپ هلنیستی کیلیکیه شد.